# Sebastian Siebrecht
Sebastian Siebrecht (* 16. April 1973 in Herdecke) ist ein deutscher Schachgroßmeister und Schachveranstalter.

## Leben
Seit seinem dritten Lebensjahr lebt Sebastian Siebrecht in Essen. Im Alter von elf Jahren erlernte er am Helmholtz-Gymnasium in Essen-Rüttenscheid das königliche Spiel. In seiner Jugendzeit gehörte der heute 2,02 m große Siebrecht der NRW-Basketball-Jugendauswahl an. Siebrecht studierte an der Ruhr-Universität Bochum Jura. Er betreibt eine Event-Agentur und ist Essens erster Schachgroßmeister.
Er arbeitet darüber hinaus als Kommentator, Moderator, Turnierorganisator, Speaker, Analytiker, Journalist und engagiert sich für Grundschulschachprojekte. Er gibt Simultanvorstellungen und trainierte unter anderem den Scheich von Abu Dhabi und als Personal-Coach Prominente sowie als Trainer der schweizerischen Nationalmannschaft die Frauen bei der Schacholympiade 2012 in Istanbul.
Seit 2012 bietet er die Schachveranstaltung „Faszination Schach“ an, eine deutschlandweite Großveranstaltung in Einkaufszentren mit Schachunterricht für Kinder und Erwachsene. Mit Stand 2023 nahmen mehr als 100.000 Kinder und Jugendliche an den Unterrichtskursen und mehr als 250.000 Teilnehmer insgesamt daran teil. Unterstützt wird Siebrecht dabei unter anderen von Elisabeth Pähtz, Anna Endress, Josefine Heinemann, Fiona Sieber, Nato Imnadse, Sonja Maria Bluhm, Alisa Frey, Amina Sherif und Mara Jelica.  Im Jahre 2015 erhielt er die Auszeichnung „Deutscher Schachlehrer des Jahres“ der Deutschen Schachjugend über die Deutsche Schulschachstiftung. Des Weiteren erhielt er für sein Engagement im Jahre 2016 die Ehrennadel des Schachverbundes Nordrhein-Westfalens sowie im Jahre 2019 den Laskerkulturpreis. Für „Faszination Schach“ wurde Siebrecht 2021 vom Deutschen Schachbund der Deutsche Schachpreis verliehen.
Seit 2017 ist er zudem Turnierdirektor der Offenen Internationalen Bayerischen Meisterschaft (OIBM) am Tegernsee. Das mit über 500 Spielern in einer Gruppe ausgetragene Open ist das größte seiner Art in Deutschland, welches sowohl bei Großmeistern wie auch Amateuren aufgrund der fantastischen Region direkt am See, mit Bergen, prächtiger Natur, sowie grandiosen Spielbedingungen auf dem altehrwürdigen Gut Kaltenbrunn, sich äußerster Beliebtheit erfreut. Das Traditionsturnier feierte im November 2022 sein 25-jähriges Jubiläum. 2020 organisierte Siebrecht, coronabedingt für Berufsspieler reglementiert, ein erstklassiges Masters, Sieger Alexander Donchenko. Alle Informationen
Während der COVID-19-Pandemie kreierte er mit seinen Partnern den ersten deutschsprachigen Kinderschachkanal, moderierte die DSOL-Show und interviewte in der DSB-Kadershow Nationalspielerinnen und Nationalspieler sowie Nachwuchskräfte des Deutschen Schachbundes.
Im Februar 2023 organisierte er als Turnierdirektor das WR Chess Masters in Düsseldorf, ein Turnier aus der Reihe FIDE Circuit 2023, danach war er Turnierdirektor der Freestyle Chess G.O.A.T. Challenge 2024 in Wangels.

## Erfolge

### Einzelturniere
Die nordrhein-westfälische Einzelmeisterschaft konnte er viermal gewinnen: 1994 (in Wuppertal), 1995, 1997 (in Münster) und 2000 (in Übach-Palenberg), den nordrhein-westfälischen Einzelpokal gewann er 1995. Im Jahre 1996 gewann er das A-Turnier des ZSG Computerij-Opens in den Niederlanden. Im Juli 2001 gewann er das Vins du Medoc International Open in Naujac-sur-Mer mit einem perfekten Ergebnis von 9 Punkten aus 9 Partien. 2004 gewann er im Februar das 1. Son Servera International in Cala Millor, im Juni (geteilt mit Marco Thinius) das Turm-Open in Lippstadt und im September das IM-B-Turnier der Gausdal Classics. Im März 2005 gewann er (geteilt mit Zhang Pengxiang) das 21. Schachfestival in Bad Wörishofen. Die offene Solinger Stadtmeisterschaft gewann er im Juni 2006. Im September 2009 gewann er das Young Masters Open in Lausanne und im Jahre 2011 zwei internationale Schachturniere auf Gran Canaria. Nach fast zehnjähriger Turnierspielpause feierte er im Oktober 2020 mit seinem Sieg beim internationalen Turnier 42. Festival Scacchistico Internazionale Città di Arco Open A in Arco mit 8 Punkten aus 9 Partien ein Comeback.

### Vereinsmannschaften
Mit zwölf Jahren trat er dem Verein SV Mülheim-Nord bei und wechselte dann zur Essener ESG 04 (seinem heutigen Heimatverein, der durch eine Fusion mit den Sportfreunden Katernberg 1913 sich zu den Schachfreunden Katernberg formte). Mit kurzen Unterbrechungen spielte er ab 1989 für die SG Bochum 31 und hatte 1992 für diesen Verein seinen ersten Einsatz in der deutschen Schachbundesliga. Mit der SG Bochum 31 wurde er 1992 und 1993 deutscher Jugendmannschaftsmeister. In der Saison 2019/20 spielte Siebrecht für die Schachfreunde Essen-Katernberg 04/32, mit denen er von 2003 bis 2015 (damals noch als Schachabteilung der Sportfreunde Katernberg) in der Schachbundesliga spielte. Er ist auch (nicht-spielberechtigtes) Mitglied des Vereines Märkischer Springer Halver-Schalksmühle e. V., der früher SC Schalksmühle-Hülscheid hieß und den er trainiert. In Belgien spielte er für den KSK Rochade Eupen-Kelmis, mit dem er an den European Club Cups 2005 in Saint-Vincent (Aostatal) (damals noch als SK Rochade Eupen Kelmis) und 2009 in Ohrid teilnahm. Seit 2011 spielt er für die Schachfreunde Wirtzfeld, mit denen er in der Saison 2012/13 die belgische Mannschaftsmeisterschaft gewann. In Österreich spielte er von 2006 bis 2013 für den SK Advisory Invest Baden, mit dem er 2008 und 2012 österreichischer Mannschaftsmeister wurde und am European Club Cup 2008 in Kallithea (Chalkidiki) teilnahm, in den Niederlanden von 2002 bis 2005 für ZZICT/De Variant Breda, mit denen er 2003, 2004 und 2005 niederländischer Mannschaftsmeister wurde, seitdem für Homburg Apeldoorn, in Luxemburg für C.E. Le Cavalier Differdange, in Frankreich für die Association Cannes-Echecs, in Spanien für den mallorquinischen Verein Servigar Binissalem, in Griechenland für Thessaloniki und in der Schweiz für den Schachklub Trubschachen.

### Titel und Rating
Nachdem er 1993 den Titel des FIDE-Meisters und 1996 den des Internationalen Meisters errang, trägt er seit November 2008 den Großmeister-Titel, nachdem er fünf GM-Normen erreicht hatte: Bei der 8. Internationalen Bayerischen Meisterschaft 2004 in Bad Wiessee, beim 21. Schachfestival 2005 in Bad Wörishofen, bei der 8. Einzeleuropameisterschaft 2007 in Dresden, beim A-Turnier des Kaupthing Opens 2007 in Differdingen und beim 27. Conca della Presolana 2007 in Castione della Presolana-Bratto. Für die Elo-Hürde von 2500 wurde eine Zwischenwertung genommen: Im Juli 2005 hatte er nach gutem Abschneiden bei der 32. offenen Meisterschaft von Utrecht (Elo-Gewinn +4) und der fünften Runde der 6. Einzeleuropameisterschaft in Warschau (+19) zwischenzeitlich eine Elo-Zahl von 2510.
| Die zur Anzeige dieser Grafik verwendete Erweiterung wurde dauerhaft deaktiviert. Wir arbeiten aktuell daran, diese und weitere betroffene Grafiken auf ein neues Format umzustellen. (Mehr dazu) |

## Vorfälle in Siebrechts Partien
Bei der deutschen Einzelmeisterschaft 2011 in Bonn wurde der FIDE-Meister Christoph Natsidis nachträglich dabei erwischt, ein Schachprogramm auf einem Smartphone in seiner Partie gegen Siebrecht auf der Toilette verwendet zu haben. Die Partie wurde als Sieg für Siebrecht gewertet.
In der Saison 2012/13 der Schachbundesliga händigte Falko Bindrich vom Schachclub Eppingen ein bei einem Toilettenbesuch während seiner Partie gegen Siebrecht mitgeführtes Handy nicht dem Schiedsrichter aus. Daraufhin wurde die Partie für Bindrich als verloren gewertet.

## Werke
- Die stärkste Liga der Welt. Analysen – Berichte – Statistiken. Deep Chess, Ratingen 2007, ISBN 978-3-00-021220-8 (Buch über die Schachbundesliga-Saison 2006/07, gemeinsam mit Bernard Verfürden und Georgios Souleidis geschrieben)